# Réservoir de Bratsk
Le réservoir de Bratsk (en russe : Бра́тское водохрани́лище, Bratskoïe vodokhranilichtche) est un réservoir d’eau douce situé sur la rivière Angara en Russie. Il a été créé à la suite de la construction du barrage de Bratsk.

## Géographie

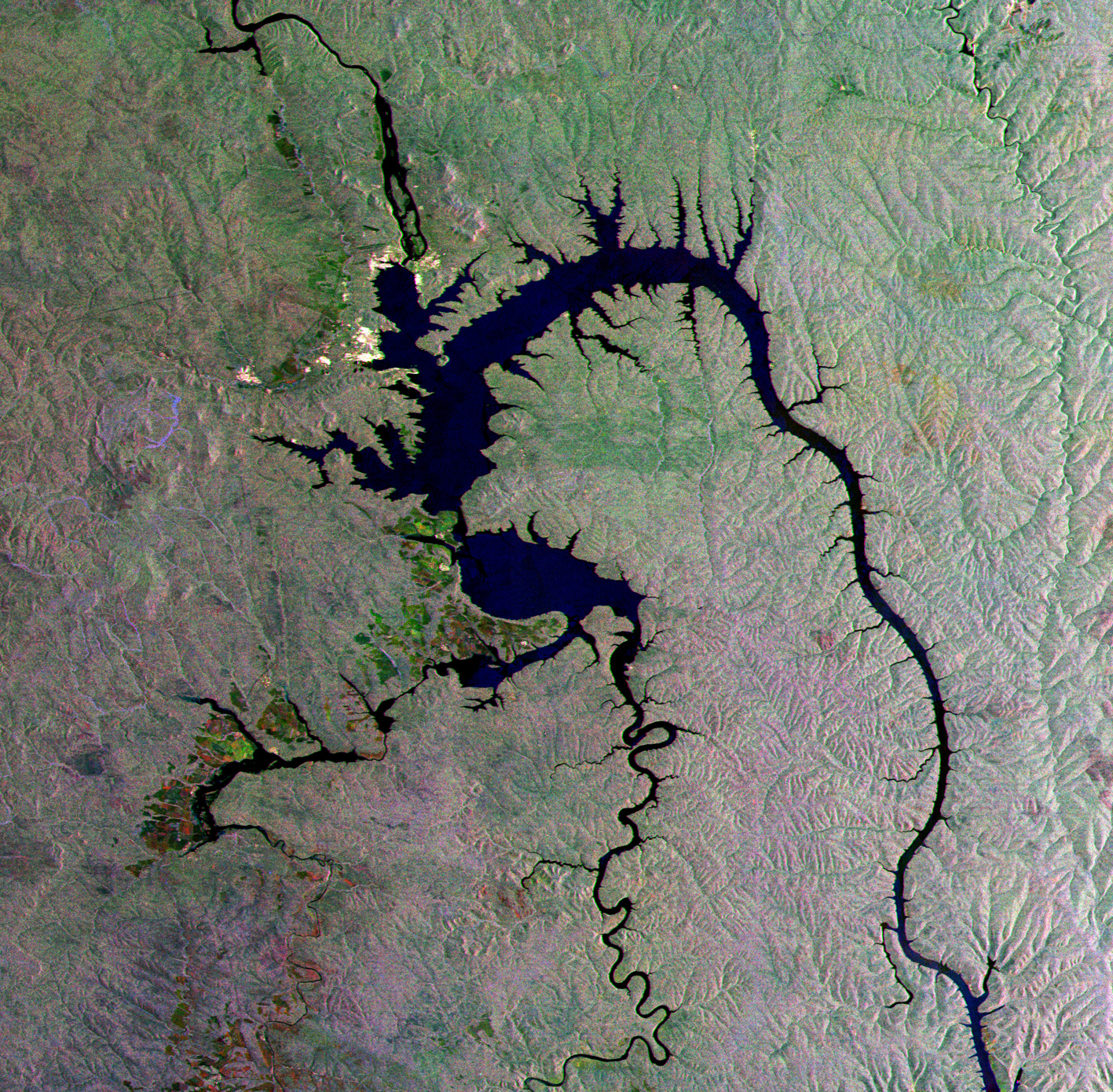
Image radar du réservoir prise par le satellite ENVISAT

Il se trouve dans l'oblast d'Irkoutsk. Le réservoir tire son nom de la ville de Bratsk, qui est la plus grande cité située sur ses rives. Sa superficie est de 5 470 km2 — lors de son inauguration, il était le plus grand réservoir au monde. Il peut contenir jusqu'à 169,27 km3 d’eau, en faisant le deuxième lac artificiel le plus volumineux au monde derrière le lac Kariba. Il s'étend sur une longueur de plus de 500 km et atteint une profondeur maximale de 150 m. Il se situe à une altitude de 402 m.